# 蒼南駅
蒼南駅（そうなんえき）は、中華人民共和国浙江省温州市蒼南県霊渓鎮車駅大道にあり、2009年9月28日に、温福線の開通と共に開業した。蒼南駅は、上海局集団寧波車両課の管轄下にあり、上海局集団の最南端の旅客駅であり、浙江省の南の正門である。 

## 駅構内

### 駅舎
蒼南駅の現在の面積は4,180平方メートルで、そのうち待合室の建設面積は1,500平方メートルで、2020年には1日あたり2,000人の乗客を送るように設計されている。駅での実際の乗客の流れは予想される乗客の流れよりもはるかに高いため、駅は改修プロジェクトを計画している。 

### 駅構内
蒼南駅には、島のプラットフォームと側面のプラットフォームがあり、3つのプラットホームがあり2つが正式である。ステーションとステーションルームは、本物の方法で接続されています。駅の北側には、7組の長形列車を収容して一晩駐車するための保管ラインがある。 
| 2F | 3番線プラットフォーム  | 杭深線 杭州東方向（ 麗江 ）                  |
| 2F | 島のプラットフォーム   |                                              |
| 2F | 2番線プラットフォーム  | 杭深線 杭州東方向（ 麗江 ）                  |
| 2F | 通過                   | 杭深線 上り列車                              |
| 2F | 通過                   | 杭深線 下り列車                              |
| 2F | 1番線プラットフォーム  | 杭深線 深圳北方向（ 福鼎 ）                  |
| 2F | サイドプラットフォーム |                                              |
| 2F | 駅舎                   | 2階待合室、改札                              |
| 1F | 駅舎                   | 出口、入口、切符売場、待合室、改札、駅事務所 |

## 稼働状況
蒼南駅は、2009年9月28日に正式に開業した。同年12月21日に、中国で最初の郡レベルの駅となり、列車を開始した。2016年1月10日、金温線の後、蒼南駅は、北京への列車として、G164を3列車を追加し、それにより、麗水および義烏などの場所への直接アクセスができるようになった。
2017年11月現在、1日に合計64本の列車が駅に停車し、上海、杭州、寧波、福州、泉州、廈門、汕頭、深圳などの都市を往復している。蒼旅客駅の周りの陽県陽北港地区、汕頭、文成5つの郡と福建省の北東福鼎市、柘栄他の地域に、一日平均7,000人の乗降者数、ピーク期間中には一日1.5万人の乗降者数で、これは、中国で最も多くのEMUを抱える郡レベルの旅客輸送であり、上海鉄道局管轄内で最大の乗客の流れがある郡レベルの駅でもある。 

### 旅客列車の目的地
2019年1月現在： 
| 電車局     | 行き先                                                                                         |
| ---------- | ---------------------------------------------------------------------------------------------- |
| 北京局集団 | 北京南、福州                                                                                   |
| 成都局集団 | 成都東                                                                                         |
| 広州局集団 | 深圳北、温州南                                                                                 |
| 南昌局集団 | 福州、福州南、南昌西、南京南、寧波、莆田、上海虹橋、厦門北、武夷山東                           |
| 上海局集団 | 北京南、贛州、杭州東、淮南東、龍岩、六安、南京、南京南、上海虹橋、深圳北、厦門北、合肥、徐州東 |
| 瀋陽局集団 | 瀋陽北                                                                                         |

## 再建および拡張プロジェクト
杭深鉄道蒼南駅の再建と拡張プロジェクトは、中国鉄道公社によって承認され、建設基金は蒼南県人民政府によって実施されている。既存のトンネルの延長、駅舎の東側にある24,000平方メートルの拡張が含まれる。新しい入線路と8メートル幅の高架道路が建設され、通信、情報、電力、エアコン、給排水などの施設が同時に建設される。

## 陸上輸送
蒼南駅の東側には、バスターミナル駅と中近距離の旅客駅がある。 

### バス
- 19路線　バス乗り場-日月潭農場
- K101路線　バス乗り場-電大
- バス乗り場（鉄道北駅）への無料接続-旧旅客ターミナルビル

### 近距離旅客輸送
蒼南バス乗り場は、蒼南駅の100メートル程度東側に位置し、蒼南県都市間周囲のさまざまな町やいくつかの行政村への都市バスと農村バスがあり、温州龍湾国際空港行きの空港バスもこのバス停から出発する。 

## 隣の駅
中国国鉄
温福線
平陽駅　-　蒼南駅　-　福鼎駅

## 参考資料
1. 1 2  “宁波车务段苍南站动车存车场视频监控工程招标公告”.   上海铁路局物资采购商业平台 (2015年9月22日). 2016年9月23日閲覧。[リンク切れ]
2. 1 2  “苍南站开行始发动车(图)”. 温州网. (2009年12月21日)
3. ↑  “苍南动车站期待华丽变身 5套方案请你投票”. 苍南新闻网. (2017年8月24日)
4. ↑  “苍南10日首开至北京动车”. 网易. (2016年1月11日)
5. ↑  “金华南站将增开至京津高铁”. 浙中新报. (2016年1月5日) 2016年1月7日閲覧。
6. ↑  “浙江始发首列“复兴号”高铁 感受风一样的速度”. 人民铁道网. (2017年11月21日)
7. ↑  “杭深铁路苍南站改扩建工程勘察设计招标招标公告”.   铁路建设工程网 (2018年9月27日). 2018年10月6日時点のオリジナルよりアーカイブ。2018年10月6日閲覧。